# Luisenkirche (Berlin-Charlottenburg)

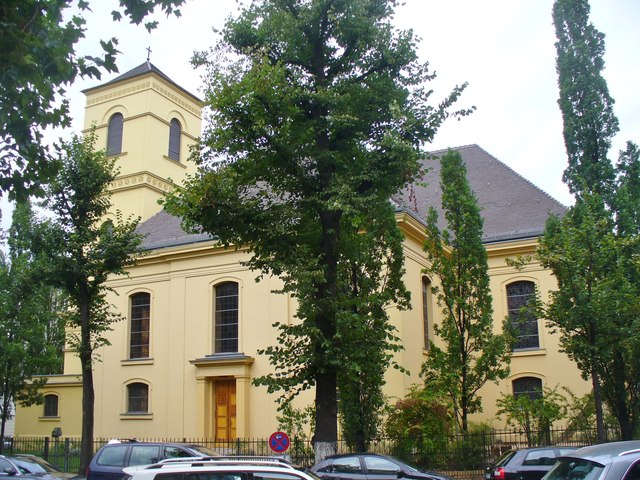
Luisenkirche

Die Luisenkirche ist eine evangelische Kirche am Gierkeplatz im Berliner Ortsteil Charlottenburg. Sie steht unter Denkmalschutz.

## Baugeschichte

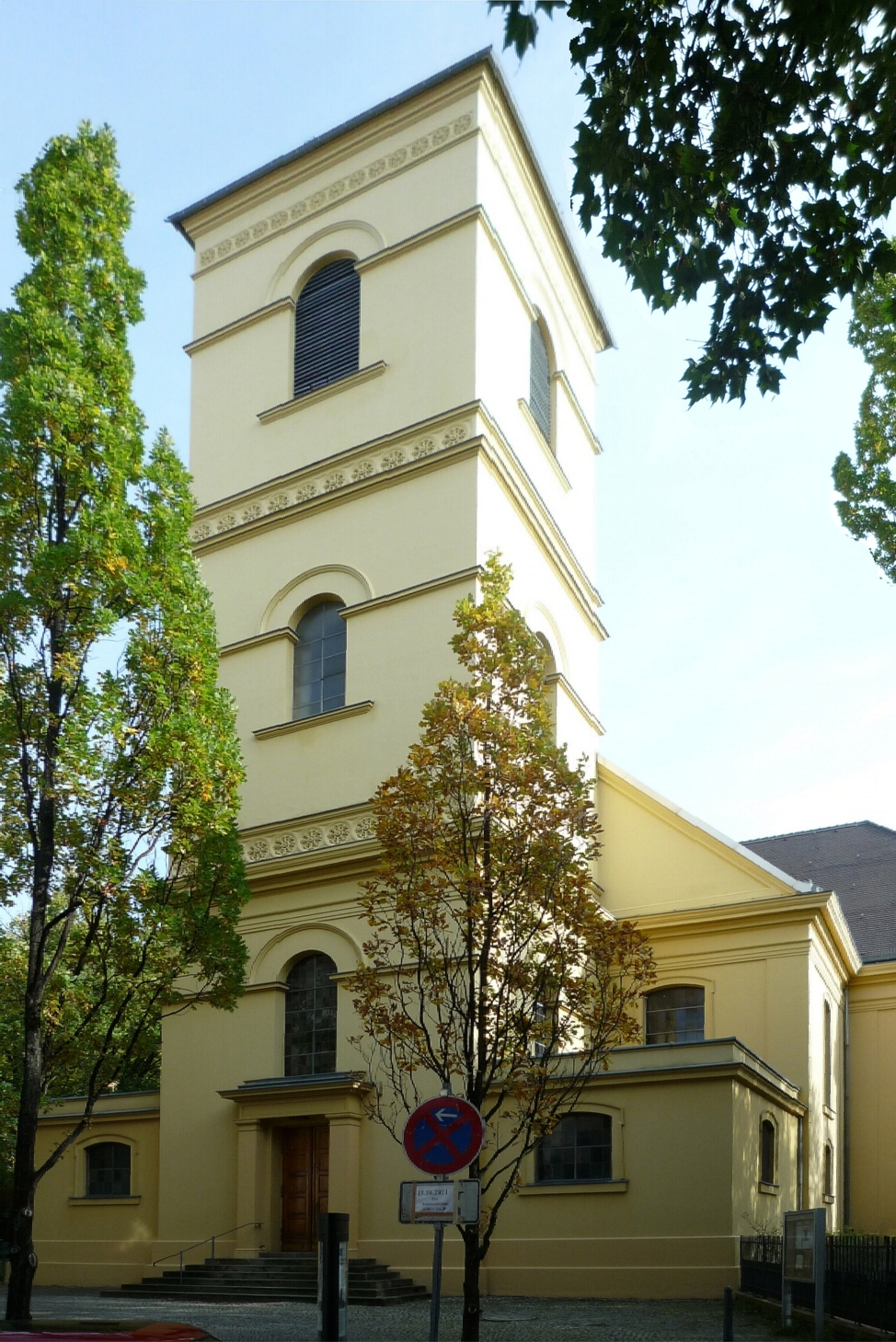
Ansicht von Westen

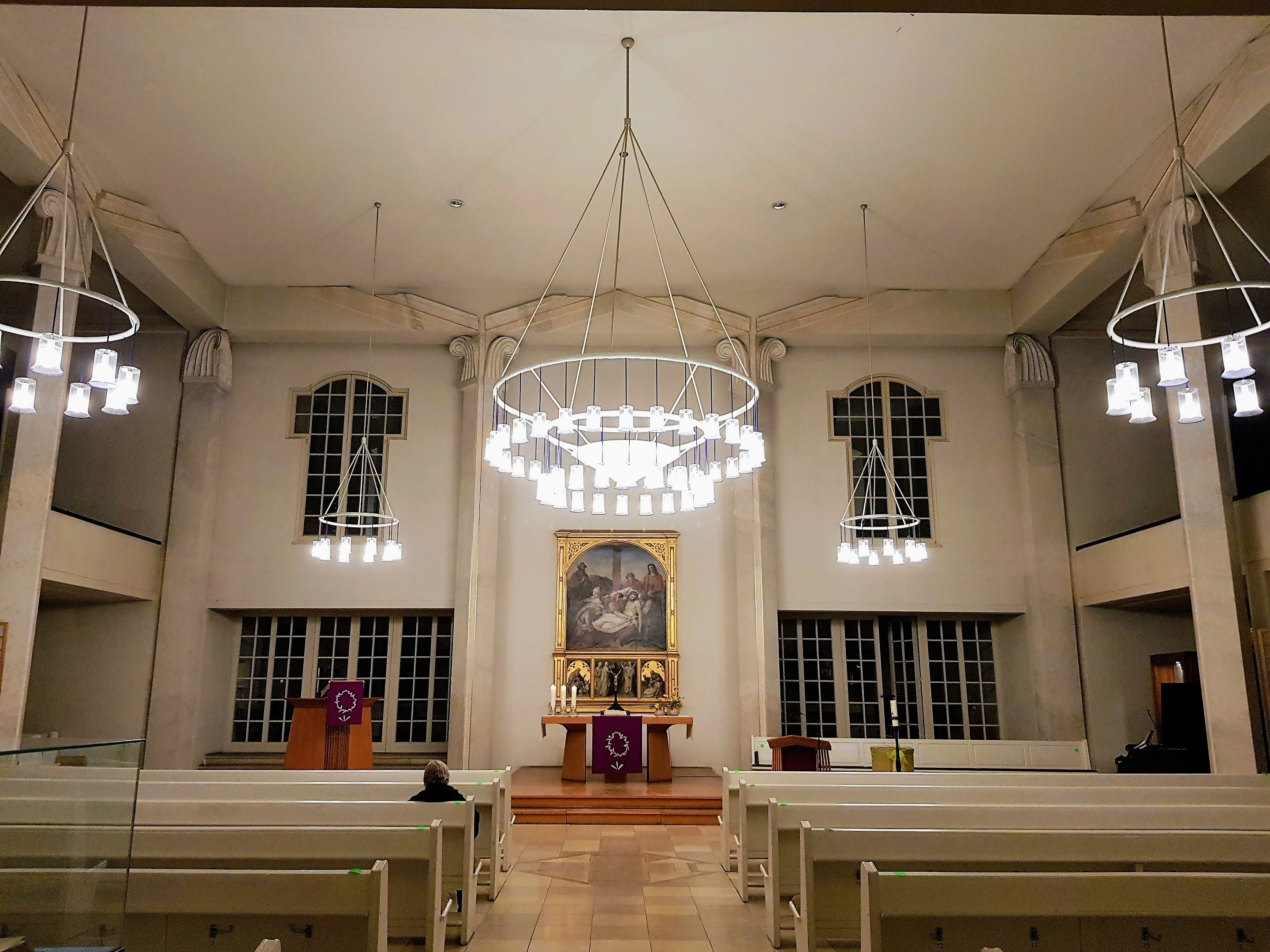
Innenraum, Blick zum Altar (2021)

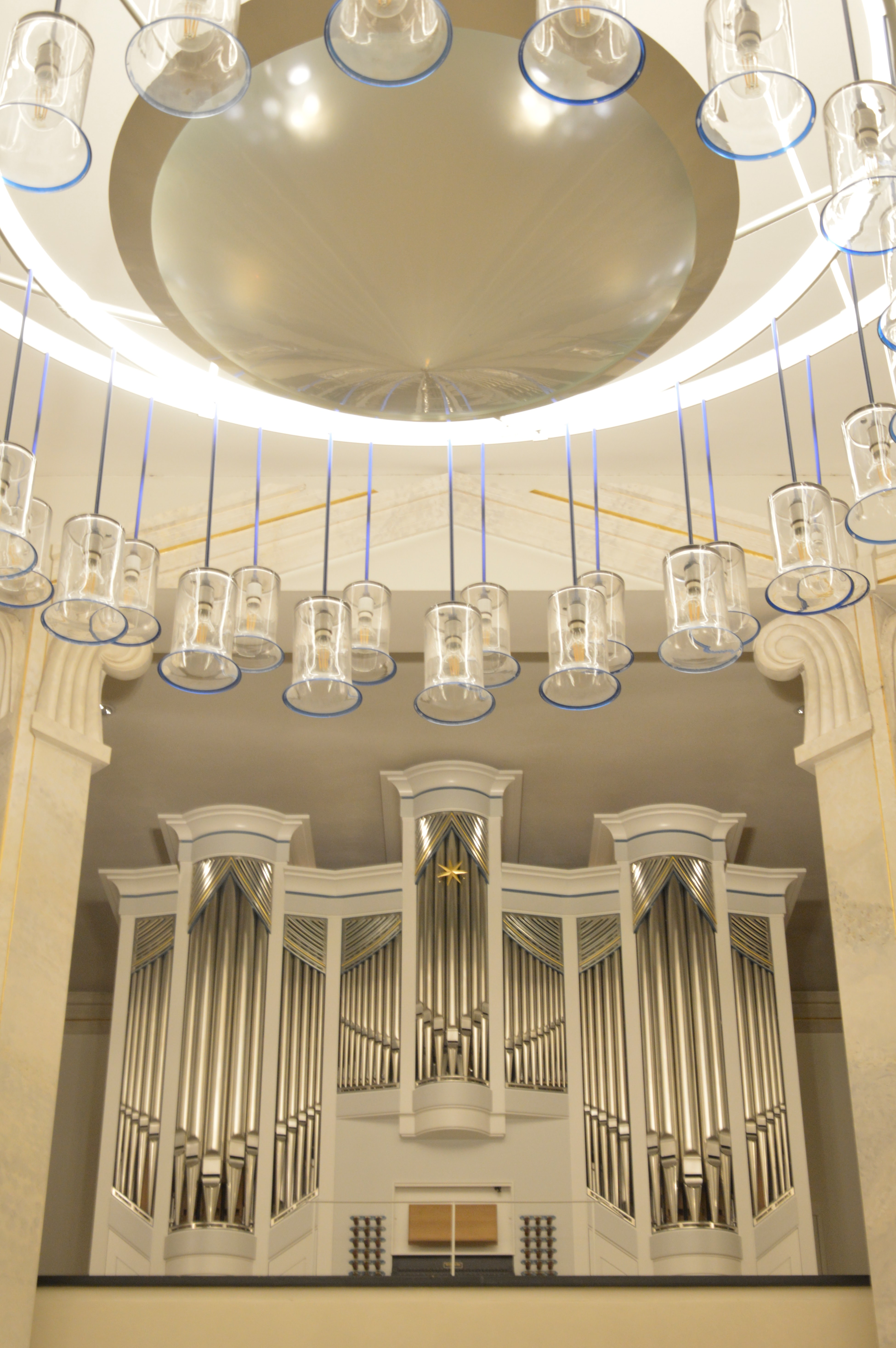
Neue Reil-Orgel der Luisenkirche

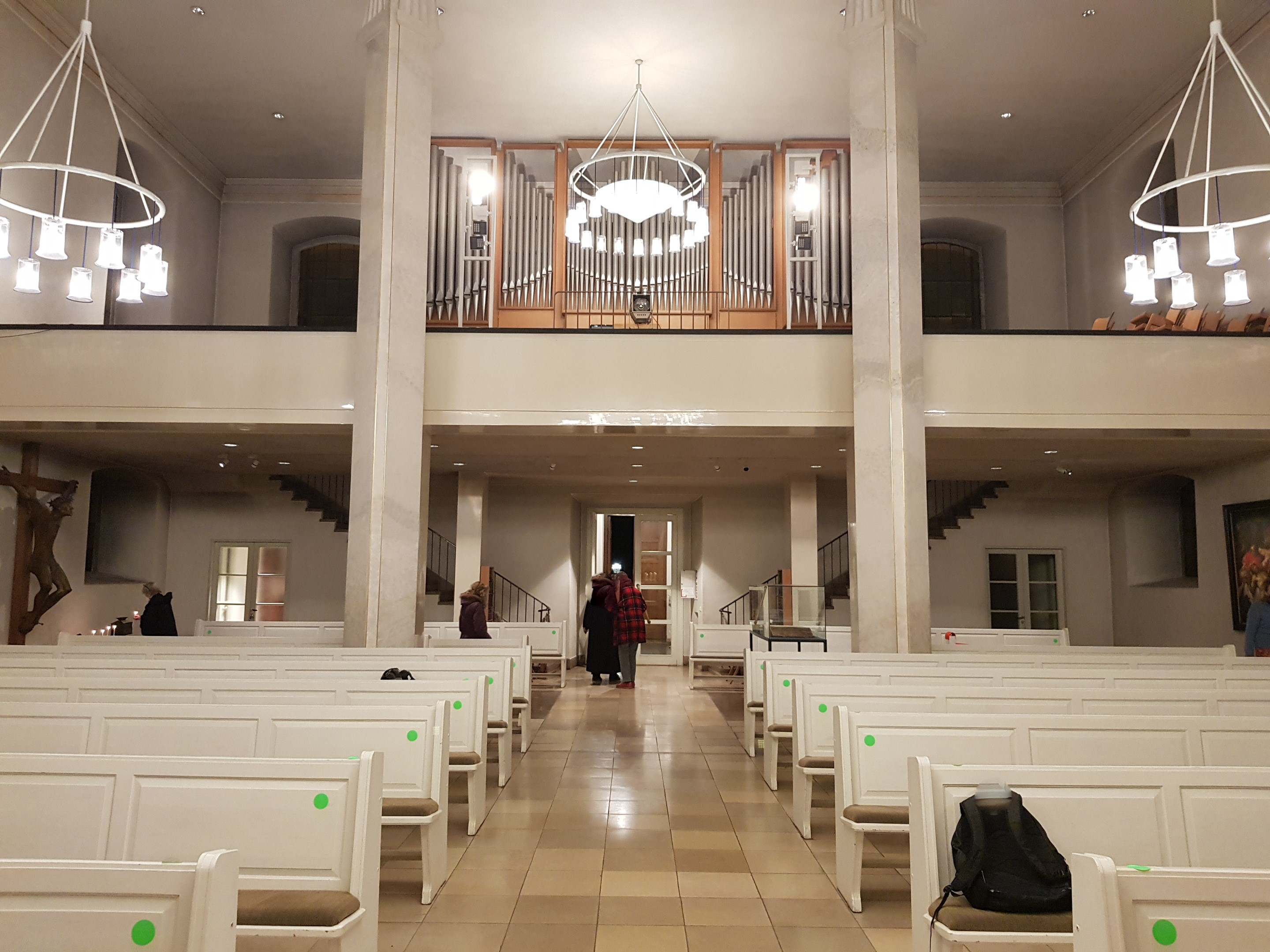
Innenraum, Blick zur Walcker-Orgel (2022 abgebaut)

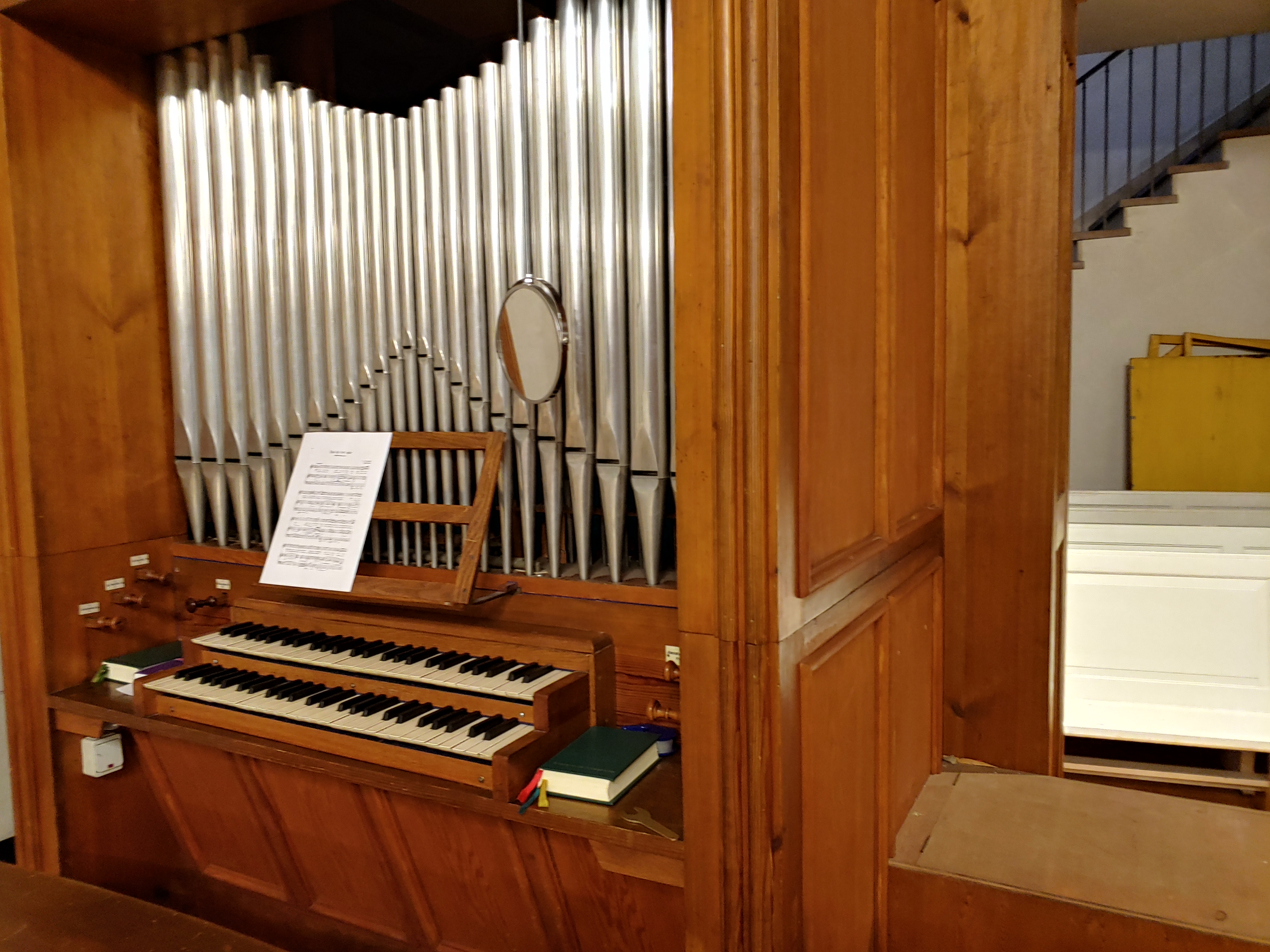
Chororgel

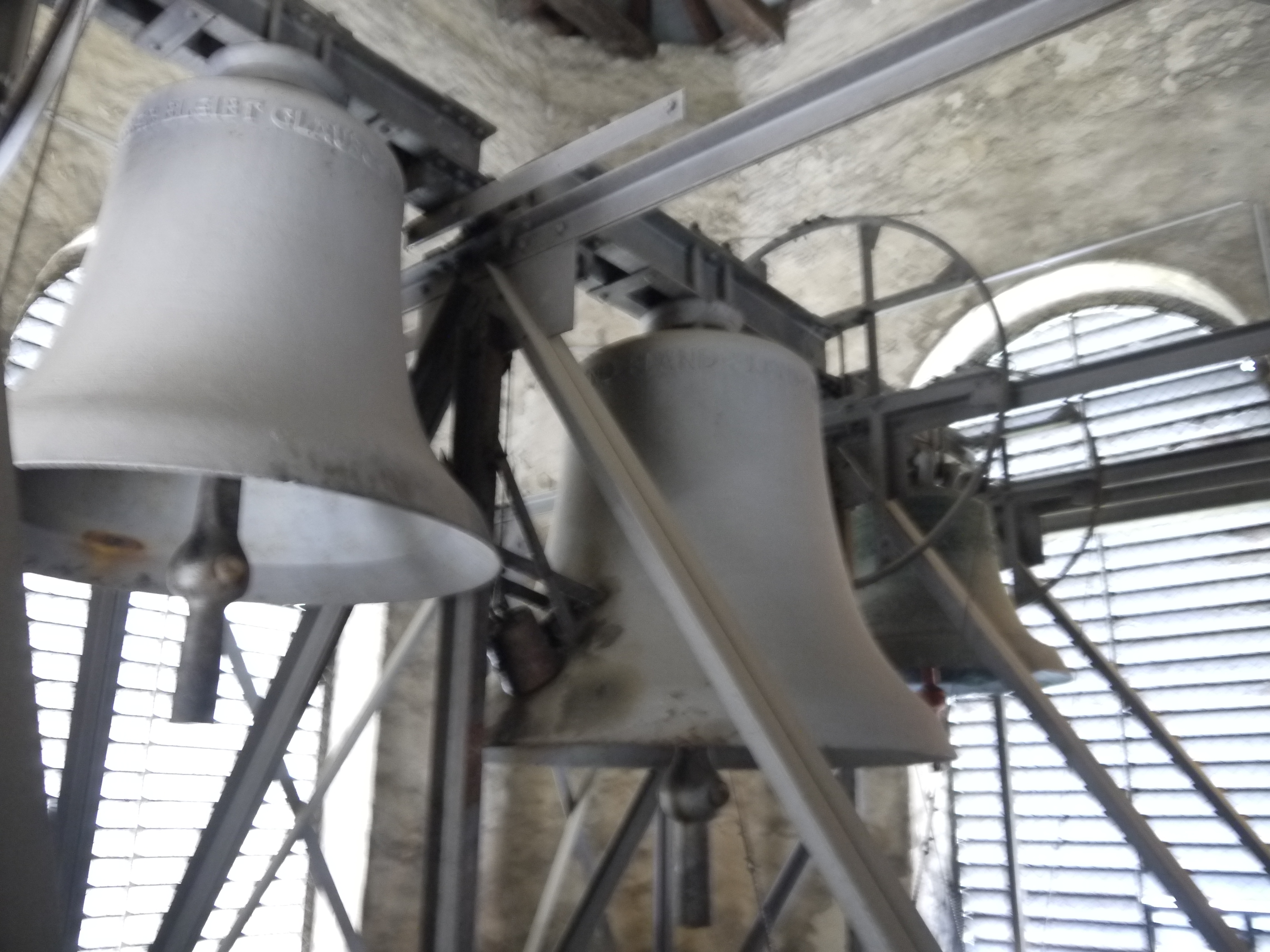
Glocken

Die ersten Pläne für den Bau einer neuen Pfarrkirche stammten vom Oberbaudirektor Philipp Gerlach, die Umsetzung war der Christengemeinde aber zu teuer. So vereinfachte der Schlüter-Schüler Martin Heinrich Böhme die Pläne, sodass die Kirche für 6100 Taler gebaut werden konnte.
König Friedrich I. legte am 11. Juli 1712, an seinem 55. Geburtstag, den Grundstein für den Kirchenbau. Die Einweihung der Stadt- und Parochialkirche der erst 1705 zur Stadt erhobenen Ansiedlung Charlottenburg nahm am 12. Juli 1716 Propst Michael Roloff von der Friedrichswerderschen Kirche zu Berlin vor.

## Architektur
Der Bau mit einem gleichschenkligen Kreuz als Grundriss in Form eines griechischen Kreuzes hatte keinen Turm, sondern einen hölzernen Dachreiter am Schnittpunkt der beiden Walmdächer. Der Dachreiter war 1814 so baufällig, dass er abgerissen werden musste. Karl Friedrich Schinkel erstellte 1821 ein Gutachten zum Umbau der Kirche, in dem er den Neubau eines seitlichen Turmes vorschlug. 1823 wurde der Bau genehmigt und nach Schinkels Plänen ausgeführt. Auch Schinkel hatte einige Vereinfachungen einarbeiten müssen, die „Ursache für die letztlich gedrungene und schmucklose Erscheinung des Turmes sind.“ Am 11. Juni 1826 wurde der Turm eingeweiht; in ihm hängt ein dreistimmiges Geläut.
Kurz zuvor hatte der König Friedrich Wilhelm III. die Erlaubnis zur Benennung der Kirche nach der 1810 verstorbenen Königin Luise erteilt. In den folgenden zwei Jahrhunderten wurde die Kirche mehrfach erneuert. Im Zweiten Weltkrieg brannte sie im September 1943 bei einem Luftangriff der Alliierten aus. Im November 1943 wurde sie von zwei Luftminen getroffen.
Der Wiederaufbau der Luisenkirche erfolgte zwischen 1950 und 1956 unter der Leitung des Landeskonservators Hinnerk Scheper und unter der Bauleitung von Alfred Lagotz und Bodo Lehmann aus Köln. Es gab geringfügige Änderungen zur Schinkelschen Fassung. 1976 wurde das Kirchenäußere saniert. In den Jahren 1987 und 1988 fand durch Jochen Langeheinecke eine dem Zustand des Schinkelbaus angenäherte Rekonstruktion des Innenraumes statt.

## Ausstattung
Das Kruzifix stammt von Gerhard Schreiter. Die Fenster des Ostflügels zeigen Verglasungen nach Entwürfen von Ludwig Peter Kowalski, zu deren Stiftern Heinrich Mendelssohn gehört.

## Orgeln

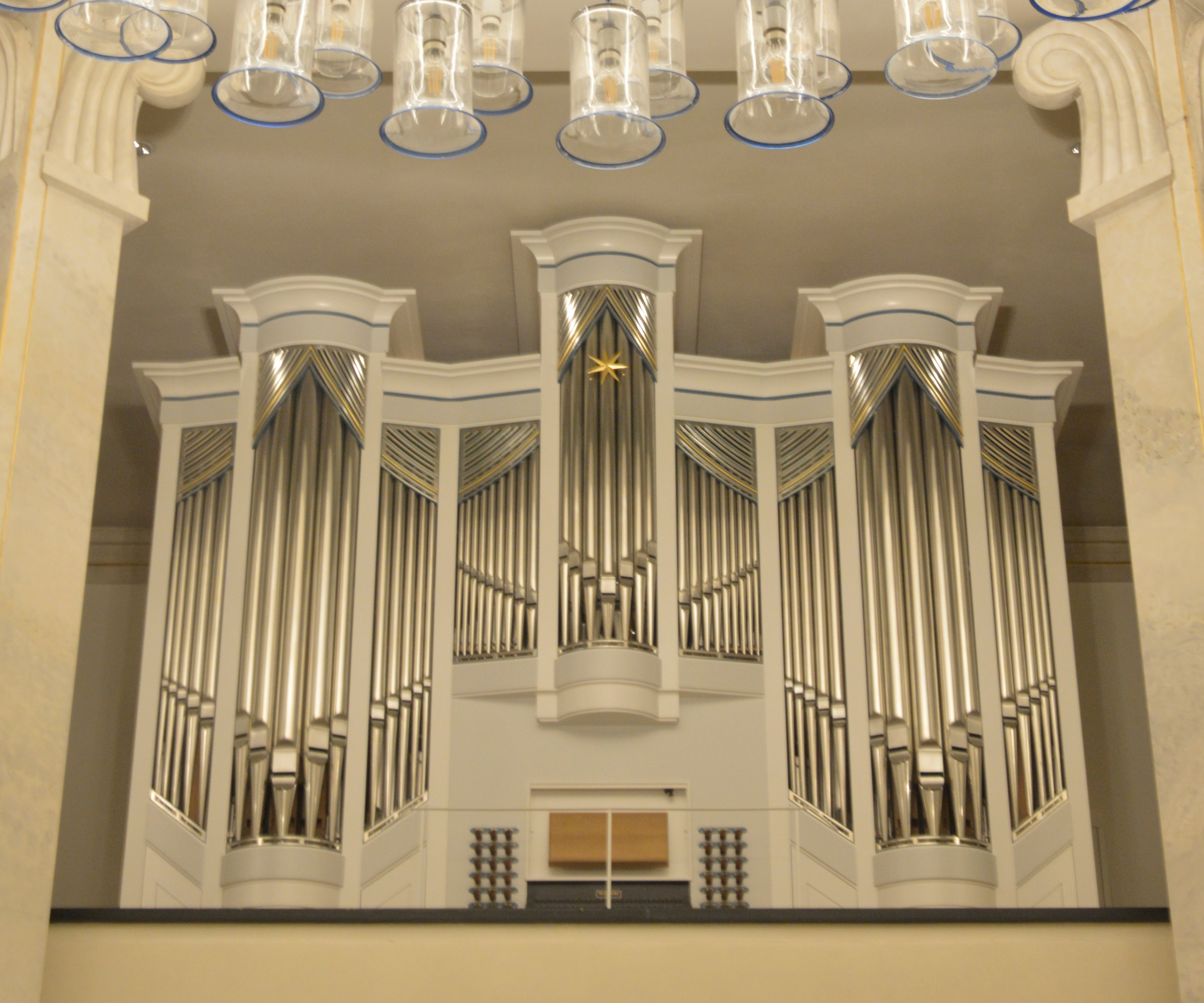
Reil-Orgel

Die Kirche besaß von 1967 bis 2021 eine Orgel der Firma Walcker. Sie verfügte über 24 Register auf zwei Manualen und Pedal. 1989 erfolgte eine Überholung. Durch den früheren Kantor war ein großangelegtes Orgelneubauprojekt als Instrumentenensemble namens „Folia IIII“ geplant gewesen. Gerhard Oppelt wechselte 2016 nach Kloster Lehnin; das Projekt wurde nicht fortgeführt.
Unter Verantwortung des neuen Kantors Jack Day wurde ein Orgelneubau mit einer anderen Konzeption beschlossen: Die Firma Reil baute 2023/2024 ein 29-registriges Werk im Stil des Spätbarock, das sich an die Schule von Joachim Wagner anlehnt. Die Disposition lautet wie folgt:
| I Hauptwerk C–g3 |     |
| Bordun           | 16′ |
| Prinzipal        | 08′ |
| Rohrflöt         | 08′ |
| Viola di Gamba   | 08′ |
| Octava           | 04′ |
| Spitzflöt        | 04′ |
| Quinta           | 03′ |
| Superoctava      | 02′ |
| Cornett III      |     |
| Mixtur IV        |     |
| Trompet          | 08′ |

| II Positiv C–g3 |        |
| Gedackt         | 8′     |
| Quintadena      | 8′     |
| Salicional      | 8′     |
| Principal       | 4′     |
| Fugara          | 4′     |
| Flute travers   | 4′     |
| Nassat          | 3′     |
| Waldflöt        | 2′     |
| Tertia          | 1 3⁄5′ |
| Sesquialtera II |        |
| Mixtur III–IV   |        |
| Oboe d’amour    | 8′     |
| Tremulant       |        |

| Pedal C–f1 |     |
| Subbass    | 16′ |
| Gemshorn   | 08′ |
| Violon     | 08′ |
| Quinta     | 06′ |
| Octava     | 04′ |
| Posaun     | 16′ |
| Trompet    | 08′ |

- Koppeln: II/I, I/P, II/P
- Zimbelstern

Im Chorraum befindet sich eine kleine zweimanualige Schuke-Orgel.

## Geläut
Der Turm verfügt über ein dreistimmiges Geläut im Te-Deum-Motiv, im Einzelnen:
| Gießer              | Gussjahr | Material  | Schlagton | Gewicht (kg) | Durchmesser (cm) | Höhe (cm) | Krone (cm) | Inschrift |
| ------------------- | -------- | --------- | --------- | ------------ | ---------------- | --------- | ---------- | --- |
| J. C. Hackenschmidt | 1823     | Bronze    | f′        | 0715         | 113              | 82        | 18         | D. LUTHER SOWIE ZUR ZEIT DES HERRN J.C.G. DRESSEL, OBER-PREDIGER, HERRN J.C.L. SCHULTZE, INT. BÜRGERMEISTER, HERRN D.A. ULLRICH, STADT-VORSTEHER, HERRN KASTENBEIN, KIRCHENVORSTEHER. ALS S. M. DER KÖNIG FRIEDRICH WILHELM III. DER KIRCHE DIESENTURM ERBAUEN LIESS, IST DIESE GLOCKE GEGOSSEN WORDEN VON HACKENSCHMIDT IN BERLIN IM JAHRE 1823. |
| Bochumer Verein     | 1953     | Gussstahl | d′        | 1350         | 151              | 130       | keine      | O, LAND + LAND + LAND + LAND + HÖRE DES HERRN WORT |
| Bochumer Verein     | 1953     | Gussstahl | g′        | 0520         | 112              | 100       | keine      | NUN ABER BLEIBET GLAUBE + HOFFNUNG + LIEBE |

## Nutzung und Gemeindeleben
Neben der normalen gottesdienstlichen Nutzung inklusive Abendmahl, Taufen, Konfirmationen, Trauungen oder Trauerfeiern durch die Luisenkirchen-Gemeinde, einer von 19 Gemeinden im Kirchenkreis Charlottenburg-Wilmersdorf, der zum Sprengel Berlin der Evangelischen Kirche Berlin-Brandenburg-schlesische Oberlausitz gehört, dient die Kirche als Veranstaltungsort für kirchliche Konzerte. Die Luisenkirche kann auch für Konzerte und andere kulturelle und kirchennahe Veranstaltungen gemietet werden. In der Gemeinde bestehen ein Posaunenchor, ein Kinder- und Jugendchor, ein Vocalensemble und eine Rockband. Ferner gibt es einen Kinder-, einen Jugend- und einen Seniorenkreis sowie verschiedene Gesprächs- und Bibelkreise.